# Bateria de Porto de Mós
A Bateria de Porto de Mós foi uma estrutura militar no concelho de Lagos, na região do Algarve, em Portugal.

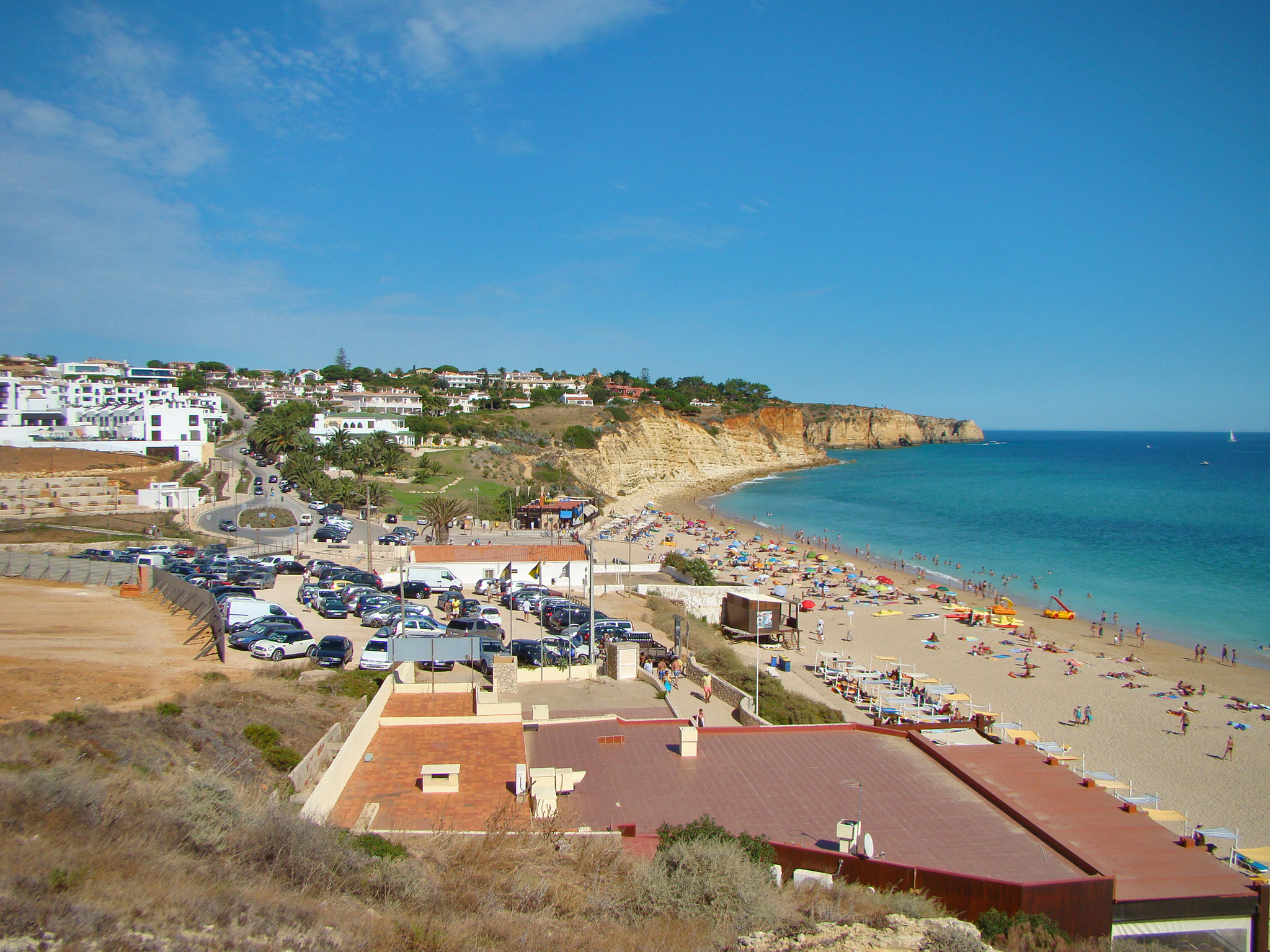
Vista geral da Praia de Porto de Mós, em 2011. O forte situava-se junto ao areal, defendendo a zona entre as arribas, que era mais vulnerável a um desembarque inimigo.

## Descrição e história
Estava situada nas imediações da Praia de Porto de Mós, na antiga freguesia de Santa Maria. Originalmente, a fortificação era composta por aquartelamentos para a guarnição, um armazém e um parapeito virado para o oceano, onde se encontravam as peças de fogo. Segundo a descrição publicada no Decreto-Lei 168/92, as antigas instalações da bateria estavam ocupadas por uma carreira de tiro. Aquele diploma refere que a propriedade era composta por quatro parcelas distintas: uma com cerca de 40 m² e contendo «a linha de alvos e abrigo para marcadores», duas outras, totalizando uma área total de 40 m², correspondiam às «antigas arrecadações da Carreira de Tiro», enquanto que a última, com cerca de 212 m², foi descrita como sendo «constituída por uma zona edificada e terrenos envolventes».
Em 1644, o governador do Algarve, Martim Afonso de Melo, alertou o rei D. João IV para a necessidade de construir fortificações para defender as praias da Lagos e de Porto de Mós, que podiam ser utilizadas como ponto de desembarque pelo inimigo, e assim atacar a cidade de Lagos pelo lado terrestre. Com efeito, apesar da Praia de Porto de Mós estar ladeada por altas arribas, de difícil acesso, o areal em si estava desprotegido, permitindo o desembarque de tropas. Na altura a região estava muito vulnerável, pois além da guerra contra Espanha, a faixa costeira também era assolada por piratas muçulmanos. O monarca emitiu um despacho em 29 de Fevereiro desse ano no sentido de construir os dois fortes, mas as obras só se iniciaram muito depois. Porém, devido aos limitados recursos, deu-se prioridade a outras estruturas defensivas que eram consideradas de maior importância, como o Forte de São Sebastião, em Castro Marim.
A construção do forte em Porto de Mós só se iniciou nos princípios do século XVIII, na sequência da Guerra da Sucessão Espanhola, quando Portugal estava do lado da coroa britânica, contra os franceses e espanhóis. Foi edificado por ordem de João Alves Seixas, capitão de engenharia, estando já concluídas em 1712. Em cerca de meados do século, mas antes de 1755, estas estruturas foram substituídas por uma bateria. Esta fortificação estava integrada num sistema de defesas costeiras em redor da cidade de Lagos, que também incluía os fortes da Meia Praia, Almádena, Zavial, Ponta da Bandeira, Pinhão, Ponta da Piedade e Vera Cruz da Figueira.
A estrutura foi danificada pelo Sismo de 1755. Em 1762 a bateria contava com duas peças em ferro, classificados como oitavos de canhão, de calibre 6. Nessa altura, a sua guarnição mudava de acordo com as estações do ano, sendo composta, no Inverno, por um soldado de artilharia e outro de infantaria, e um almoxarife, enquanto que entre a Primavera e o Outono era formada por um sargento, três soldados de infantaria, três soldados de artilharia e oitro soldados de ordenanças. Ao longo da sua existência, o forte passou por diferentes estados de funcionamento, tendo por exemplo sido reportado em 1777 que os reparos das peças não estavam em condições. Em 1793 encontrava-se em bom estado de conservação, possuindo duas peças de artilharia, tal como em 1796. Com as várias alterações na estratégia militar no século XIX, a bateria tornou-se absoleta. Em 1815 já se estava a discutir o abandono do forte, e em 1821 estava muito arruinado, embora ainda mantendo duas peças de bronze, de calibre 13. Após a Guerra Civil Portuguesa, em 1840, estava já ao abandono e não possuía quaisquer peças de fogo.
Em 1945 as ruínas da bateria passaram a ser utilizadas como armazém pelo Regimento de Infantaria n.º 4, que tinha uma carreira de tiro nas imediações. Em 1977, a carreira de tiro passou para a divisão de Manutenção Militar. A Bateria de Porto de Mós foi um dos imóveis constantes no Decreto-Lei 168/92, de 8 de Agosto, que autorizou o governo a alienar várias propriedades que eram consideradas como excedentárias à defesa nacional. Com o fim da carreira de tiro, desapareceram todos os vestígios da antiga bateria à superfície.